# 正義里 (金門縣)
正義里是中華民國金門縣金湖鎮的一個里，東北與山外里相連，東與新湖里接壤，南濱料羅灣，北與瓊林里相鄰，西與金寧鄉榜林村相接，2012年人口2356人，轄夏興、成功與尚義三個聚落，為金門機場所在地。